# Tankréd (opera)
A Tankréd (olaszul Tancredi) Gioachino Rossini kétfelvonásos operája. Szövegkönyvét Gaetano Rossi írta Voltaire Tancrède című 1759-es színműve alapján. Ősbemutatójára 1813. február 6-án került sor a velencei La Fenice operaházban. Rossini első igazi, itáliai és nemzetközi sikere, amelyet Stendhal Rossini legnagyobb remekművének tartott, és életrajzában szinte fölöslegesnek érzi a mű bemutatását, mondván úgyis mindenki ismeri. A mű eredeti, velencei verziója happy enddel végződik, míg Rossini írt egy – a voltaire-i eredetit hűen követő – tragikus befejezést, amelyet a bemutató helyszíne után ferrarai változatnak is neveznek. Noha az operát a XIX. századi sikerek után napjainkban keveset játsszák, Tancredi első felvonásbeli áriája (Di tanti palpiti) viszonylag gyakran hallható.

## Szereplők
| Szereplő                                      | Hangfekvés            |
| --------------------------------------------- | --------------------- |
| Argirio, Szürakúza királya                    | tenor                 |
| Amenaide, a leánya                            | szoprán               |
| Tankréd                                       | alt vagy mezzoszoprán |
| Orbazzano, szicíliai herceg                   | basszus               |
| Isaura, Amenaide barátnője                    | mezzoszoprán          |
| Roggiero, Tankréd apródja                     | szoprán               |
| Nemesek, lovagok, csatlósok, nép, szaracénok. |                       |

## Cselekmény
Helyszín: Szürakúza, Szicília
Idő: 1005.

### Első felvonás
Véres viszályokkal teli évek után a két rivális család, Argirióék és Orbazzanóék szövetséget kötnek Siracusában, hogy küzdjenek a szaracénok ellen, akik ostrom alá vették a várost Solamir vezetésével. Argirio és Orbazzano egyetértenek abban, hogy aki elárulja a hazát és kollaborál az ellenséggel, halálbüntetést kap. Új szövetségüket megpecsételendő, Argirio saját lánya kezét ígéri Orbazzanónak. De Argirio lánya, Amenaide azt kéri, hogy halasszák el az esküvőt, mert titokban Tankredibe, Orbazzano ősellenségébe szerelmes, akit ifjúként száműztek Siracusából.
Tancredi inkognitóban Siracusába érkezik Roggieróval, és alig várja, hogy újra láthassa Amenaidét. Szeretne segíteni honfitársainak Siracusa védelmében.
Amenaide könyörög apjának, hogy az esküvőt halasszák el egy nappal. De Argirio, aki hallott Tancredi állítólagos érkezéséről és Solamir seregeinek előrenyomulásáról, azt szeretné, hogy az esküvőre haladéktalanul kerüljön sor, hogy Orbazzano indulhasson a háborúba. Azt mondja lányának, hogy Tancredi, az állam ellensége, halált érdemel, és engedelmeskednie kell atyja terveinek és érveinek vita nélkül.
Tancredi és Amenaide találkoznak. Amenaide könyörög Tancredinek, hogy hagyja el Siracusát a lehető leggyorsabban, hogy életét mentse. De azt nem tudja elmondani Tancredinek (aki kezd kételkedni a lány szerelmében), hogy házasságba akarják kényszeríteni.
A nép gyülekezik Orbazzano és Amenaide esküvőjére. Roggiero rádöbben, hogy Tancredit egyáltalán nem látják szívesen szülővárosában. Tájékoztatja Tancredit a távollétében hozott halálos ítéletről és elmagyarázza, mi állhat Amenaide látszólagos hűtlenségének hátterében. Tancredin keserű kiábrándulás lesz úrrá és megkéri Argiriót (még mindig inkognitóban), hogy csatlakozhasson a szaracénok elleni háborúhoz.
Amenaide úgy érzi, nem maradt semmilyen választása. Nyilvánosan megtagadja, hogy feleségül menjen Orbazzanóhoz. Ennek hallatán Orbazzano megmutatja azt a levelet, amelyet Amenaide írt Tancredinek és Isaurára bízott, és amelyben arra kéri a címzettet (akinek a nevét titokban tartja), hogy jöjjön Siracusába. Orbazzano azt állítja, hogy a levelet Solamirnak, a szaracénok vezetőjének küldték. A nép hazaárulásban bűnösnek találja, és halálos ítéletet kér rá.

### Második felvonás
Az atyai szeretet és hazafias kötelesség közötti gyötrelmes őrlődést követően Argirio aláírni kényszerül lánya halálos ítéletét. Eközben a bebörtönzött Amenaide sorsa felett kesereg: kész meghalni Tancredi szerelméért. Amikor továbbra is ártatlanságát hangoztatja, Orbazzano megkérdezi, van-e valaki aki kész lenne párbajozni érte véle. Tancredi jelentkezik (még mindig inkognitóban) és elfogadja Orbazzano kihívását. Amenaide rettegve várja a párbaj kimenetelét.

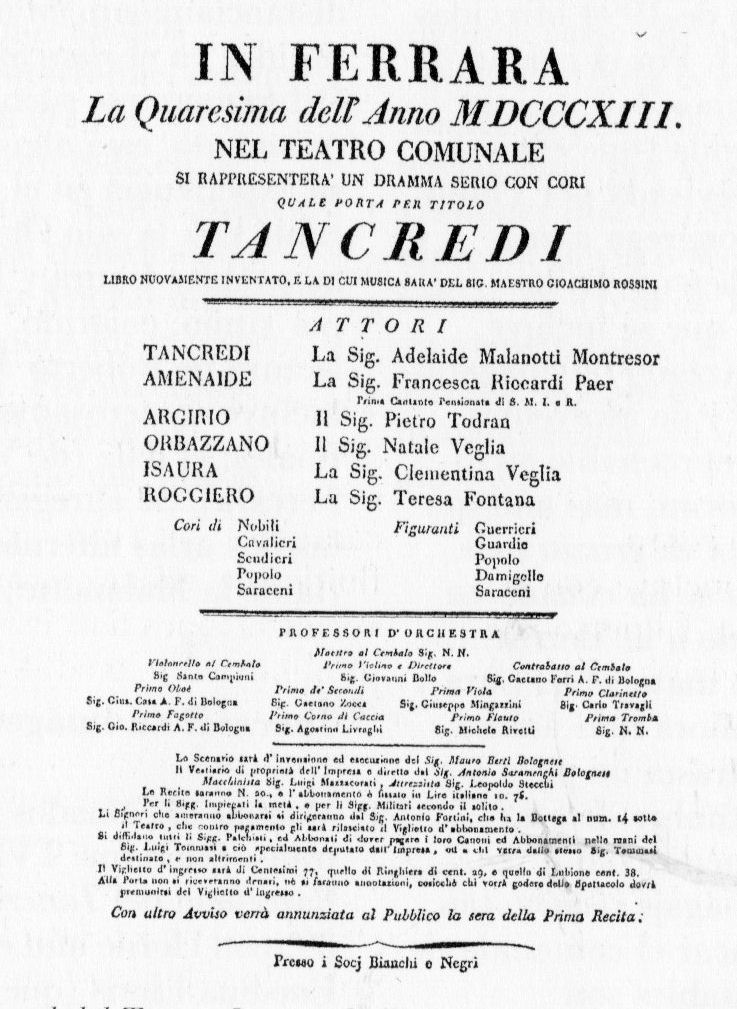
A ferrarai bemutató plakátja 1813-ból

Tancredi győztesen tér vissza, de elutasítja Amenaidét és hagyja, hogy a lány elinduljon magányt s halált keresni. Isaura nem képes tovább némasági fogalmát megtartani. Elárulja az igazat Amenaide leveléről Roggierónak.
Tancredi az Etna hegyén keresi a halált. Eltéved, és meglátja a háborúra készülődő szaracénokat. Amikor Argirio és Amenaide megjelenik, Tancredi ismét Amenaide hűtlenségének bizonyítékát látja ebben. Amenaide megpróbálja elmondani neki, kinek szólt a levél valójában, de hiába. Ekkor egy békeküldöttség jelenik meg: ha Amenaide nem megy feleségül Solamirhoz, a szaracénok Siracusát a földdel teszik egyenlővé.
Tancredi háborúba megy a szaracénok ellen és győz. A harc során maga a haldokló Solamir bizonyítja be Amenaide ártatlanságát Tancredinek.
(A második változatban – ferrarai változat – Tankréd halálos sebbel tér vissza és Argiriótól tudja meg, hogy a lány ártatlan. Szerelmese karjai között hal meg.)

## Keletkezése
Rossini előző operáját, a Bruschino urat alig több, mint egy hete mutatta be a velencei Teatro Moisé, de már meg is bukott. Amikor február 6-án, a Fenice színházban a Tancredit bemutatták, állítólag Rossini annyira tartott a kudarctól, hogy elbújt a színpad alatt, és csak az – amúgy a Milánóban bemutatott A szerelem próbája című operájából kölcsönzött – nyitány sikerének hallatán merészkedett elő.
Rossini 1812 végén kezdett el a művel foglalkozni, és mivel a Bruschino urat még be sem fejezte, és az Alkalom szüli a tolvajt próbái javában folytak, a szokásos megoldás egy asszisztens felkérésre lett volna, aki megírja a recitativókat és a kevésbé fontos áriákat: végül azonban az egész partitúrát egyedül alkotta meg.
A librettót Gaetano Rossi írta a korban népszerű történet feldolgozásával. A cselekmény Torquato Tasso Felszabadított Jeruzsálem című művéből ered, de Rossi előtt számtalan feldolgozást ért meg: így például André Campra operát írt hasonló címmel 1702-ben, de leghíresebb feldolgozás Voltaire nevéhez fűződik, Rossi szövegkönyve leginkább az ő 1759-es tragédiáján alapul. Az utókor megítélése Rossini zenéjét kiemelkedőnek tartja, míg Rossi librettóját legalábbis problémásnak
Az opera kezdettől fogva sikert aratott (noha a közönség csak a harmadik előadástól hallhatta teljes egészében a művet, ugyanis az első két előadást a primadonna indiszponáltsága miatt félbe kellett hagyni).

## Előadásai
A mű Stendhal szerint „négy év alatt egész Európát bejárta”: s valóban már 1814-ben bemutatták Bolognában, Rómában, Torinóban, 1815-ben Nápolyban. Angliába 1820-ban jutott el, Párizsban a kor egyik legnagyobb mezzoszopránja, Giuditta Pasta címszereplésével 1822-ben játszották először, és még ugyanebben az évben bemutatták Portugáliában is. Az Egyesült Államokban 1825-ben volt a bemutatója. A címszerepet Maria Malibran alakította a Théâtre de l’Académie Royale de Musique produkciójában, 1829-ben.
A művet öt évvel a velencei bemutatót követően bemutatták Pesten, és 1840-ig nyolcvankilencszer adták elő, az 1820-as években Kolozsvárott előadták.

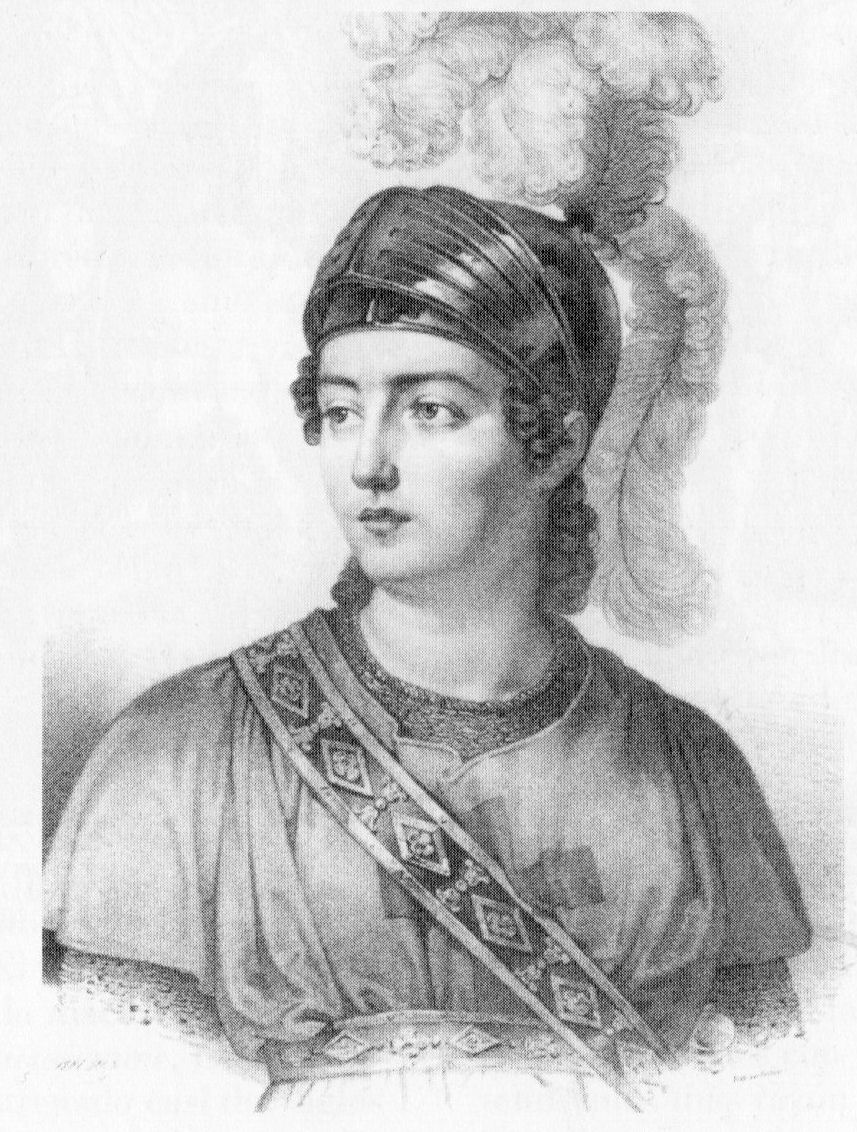
Giuditta Pasta mint Tancredi

Az 1830-as évektől a Tancredi (sok más Rossini operához hasonlóan) eltűnt a színpadokról. A Maggio Musicale Firorentino 1952. május 17-én keltette új életre a művet, a főbb szerepekben Guiletta Simionati (Tancredi), Teresa Stich-Randall (Amenaide), Francesco Albanese (Argirio), Mario Petri (Orbazzano), vezényelt Tullio Serafin. Az operát ezután 25 évig nem játszották, modern kori újrafelfedezése Marilyn Horne nevéhez fűződik. először a Houston Grand Operában mutatták be főszereplésével 1977. október 23-án. Horne ragaszkodott a ferrarai befejezéshez, mert szerinte az illik jobban a mű egész hangulatához. A sikeres előadás számos meghíváshoz vezetett: a legendás mezzoszoprán ezután énekelte a szerepet többek között Rómában (1977), San Franciscóban (1979), Aix-en-Provence-ban (1981), Velencében (1981, 1983) és Chicagóban (1989).
Ewa Podles Horne-hoz hasonló odaadással népszerűsíti a művet: az ő címszereplésével adta elő a Vlaamse Opera (1991), a Scala (1993), a Berlini Állami Operaház (1996), a Kanadai Opera Társulat (2005), a Caramoor Nemzetközi Zenei Fesztivál (2006), a Teatro Real (2007) és a Bostoni Opera (2009). A bolgár származású Vesselina Kassarova is többször énekelte a szerepet: 1992-ben Salzburgban, 1997-ben New Yorkban, és 1996-ban lemezre vette Roberto Abbado vezényletével.
1999-ben Pier Luigi Pizzi Pesaróban rendezte meg a művet a Teatro Rossiniben, a produkciót később átvette a Rossini Opera Fesztivál 2004-ben, majd Rómában és Firenzében is bemutatták (ahol DVD-felvételt is készítettek belőle). A firenzei előadás címszereplője, Daniela Barcellona 2009-ben Torinóban és Sevillában is énekelte a szerepet. A Theater an der Wien 2009-ben bemutatta a darabot René Jacobs vezényletével, a főbb szerepeket Vivica Genaux (Tancredi), Aleksandra Kurzak (Amenaide), Colin Lee (Argirio) játszotta, az előadást Stephen Lawless rendezte. René Jacobs több koncertszerű előadáson mutatta be a művet, és Budapesten a Zeneakadémián is így adta elő a bécsi bemutató szereplőgárdájával 2009. október 26-án.

## Felvételei
| Év   | Szereplők (Tancredi, Amenaide, Argirio, Orbazzano)                                                                 | Karmester, operaház és zenekar                                                        | Kiadó                                        |
| ---- | --- | ------------------------------------------------------------------------------------- | -------------------------------------------- |
| 1968 | Anna Reynols, Rita Talarico, Giampaolo Corradi, Luigi Roni,                                                        | Mario Rossi, a milánói Rádió zenekara és kórusa                                       | MRF                                          |
| 1977 | Patricia Price, Hannah Francis, Keith Lewis, Tom McDonnell, Elisabeth Stokes, Peter Jeffes                         | John Perras, London Voices, Centre de l’Action Musicale de l’Ouest                    | Arion                                        |
| 1978 | Marilyn Horne, Margherita Rinaldi, Renzo Casellato, Nicola Zaccaria, Biancamaria Casoni, Clara Foti                | Gabriele Ferro, a Teatro dell’Opera di Roma zenekara és kórusa                        | Anna (élő felvétel)                          |
| 1978 | Marilyn Horne, Katia Ricciarelli, Ernesto Palacio, Nicola Zaccaria, Mariana Paunova, Carmen Balthrop               | Eve Queler, a New York-i Metropolitan Opera kórusa és zenekara                        | HRE (élő felvétel)                           |
| 1978 | Fiorenza Cossotto, Lella Cuberli, Werner Hollweg, Nicola Ghiuselev                                                 | Gabriele Ferro, Capella Coloniesis, Chor des Westdeutschen Rundfunks                  | Audio CD: Warner Fonit                       |
| 1982 | Marilyn Horne, Lella Cuberli, Ernesto Palacio, Nicola Zaccaria                                                     | Ralf Weikert, La Fenice zenekara és kórusaChorus                                      | Audio CD: Sony Music Entertainment           |
| 1986 | Marilyn Horne, Lella Cuberli, Ernesto Palacio, Nicola Zaccaria, Eleonora Jankovich, Marilyn Schmige                | Ralph Weikert, a velencei Fenice Színház kórusa és zenekara                           | Mondo Musica                                 |
| 1992 | Bernadette Manca di Nissa, Maria Bayo, Raul Gimenez, Ildebrando D'Arcangelo                                        | Gianluigi Gelmetti Radio Symphony Orchestra Stuttgart, Schwetzingen Festspiele Chorus | DVD: Arthaus Musik                           |
| 1995 | Ewa Podles, Cso Szumi, Stanford Olsen, Pietro Spagnoli                                                             | Alberto Zedda, Collegium Instrumentale Brugense, Capella Brugensis                    | Audio CD: Naxos                              |
| 1996 | Vesselina Kasarova, Eva Mei, Ramon Vargas, Harry Peeters                                                           | Roberto Abbado, Münchener Sinfonieorchester, Bayrischer Rundfunkchor                  | Audio CD: RCA Victor                         |
| 1999 | Daniela Barcellona, Darina Takova, Giuseppe Filianoti, Simoni Alberghini, Laura Polverelli, Giuseppina Piunti      | Gianluigi Gelmetti, Prágai Kamarakórus, Toscanai Zenekar                              | Rossini Opera Festival Pesaro (élő felvétel) |
| 2003 | Daniela Barcellona, Mariola Cantarero, Charles Workman, Nicola Ulivieri                                            | Paolo Arrivabeni, a trieszti Giuseppe Verdi Teatro Lirico kórusa és zenekara          | DVD: Kicco Classics                          |
| 2004 | Daniela Barcellona, Mariella Devia, Raúl Giménez, Marco Spotti, Barbara di Castri, Sofia Soloviy                   | Gianluigi Gelmeti, a Teatro dell’Opera di Roma kórusa és zenekara                     | DVD                                          |
| 2005 | Daniela Barcellona, Darina Takova, Raúl Giménez, Marco Spotti, Barbara di Castri, Nicola Marchesini                | Riccardo Frizza, a Maggio Musicale Fiorentino kórusa és zenekara                      | TDK DVD (élő felvétel)                       |
| 2007 | Ewa Podles, Mariola Cantarero, José Manuel Zapata, Giovanni Battista Parodi, Marina Rodríguez Cusí, Marisa Martins | Riccardo Frizza, a madridi Teatro Real kórusa és zenekara                             |                                              |

## Híres áriák
- Di tanti palpiti - Tankréd áriája (első felvonás)